# 徐家湾村 (卢氏县)
徐家湾村，中华人民共和国河南省卢氏县徐家湾乡所分为的一个行政村。徐家湾村为徐家湾乡驻地，距县城49公里。全村274户、1051人，分为8个居民组。耕地面积945亩。  行政区划代码411224208200。